# حواتم خضر (روستا)
 حواتم خضر  به عربی ( حواتم الَخضر )، روستایی است در دهستان الطور از توابع استان حَجّه در کشور یمن در شبه جزیره عربستان.

## جمعیت
جمعیت آن (۹۰ ) نفر (۸ خانوار) می‌باشد.